# 朱紹良
朱 紹良（しゅ しょうりょう、1891年10月28日〈光緒17年9月26日〉 - 1963年〈民国52年〉12月25日）は中華民国の軍人。中国同盟会以来の革命派で、国民革命軍軍人としては蔣介石を一貫して支持した。1930年代半ばから40年代半ばにかけて、中国西北地域における軍事・政治の要職を務めている。旧名は宝瑛だったが、前漢の張良を敬慕して紹良に改名した。字は一民、逸民。

## 事跡

### 中国同盟会、黔軍加入
最初は旧学を学んでいたが、17歳の時に福建陸軍小学に入学し、2年後に南京陸軍第4中学へ進学した。まもなく日本へ留学することになり、東京振武学校にまず入学する。1910年（宣統2年）、東京で中国同盟会に加入した。
翌年9月、朱紹良は父の喪に服すために帰国したが、ちょうど武昌起義（辛亥革命）が勃発し、漢口へ赴いて革命派に加わった。1912年（民国元年）初めに、上海の滬軍都督府で参謀に任ぜられている。同年冬に福建省に戻り、福建陸軍小学で教官となった。翌年、第二革命（二次革命）が勃発すると、朱も反袁世凱のため革命派に加わったが、敗北して日本に亡命した。再来日後は、まず宇都宮砲兵第14連隊で実習を積み、翌年、陸軍士官学校第11期砲兵科で学んだ。このときの同学には、何応欽・谷正倫・賀耀組がいる。
1916年（民国5年）に卒業した朱紹良は、何応欽に随従して貴州省入りし、黔軍（貴州軍）に加入した。以後、黔軍総司令王文華から目をかけられ、王が率いる第1師で参謀長に任ぜられる。朱は軍人教育に成果をあげ、王の四川出征でも帷幕で作戦を立案し、1917年（民国6年）12月、重慶衛戍司令を兼任した。このときの働きぶりにより、朱は「黔軍の小諸葛」と称されたという。
1920年（民国9年）、王文華は四川を追われ、部下の谷正倫らに命じて貴州省の武力制圧を行わせた（民九事変）。このときの貴州督軍は王の伯父である劉顕世であったため、批判を恐れた王は上海に退避し、朱紹良もこれに随従した。しかし翌年3月、北京政府と結んだ王配下の袁祖銘が放った刺客により王は暗殺されてしまう。失意の朱は、これ以後、黔軍を離れることになった。

### 国民革命軍での台頭
1923年（民国12年）、朱紹良は広州で孫文に合流した。3月、大元帥大本営参謀に任ぜられ、翌年2月、広東省長楊庶堪に省政府顧問として招聘されたが、6月に辞任、上海に去っている。1926年（民国15年）4月、朱は広東に再び赴き、蔣介石と対面して国民革命軍第4軍第10師参謀長に任ぜられた。そのまま北伐に参加し、北京政府軍との戦いで軍功をあげた。
その後北伐軍が武漢を攻略、武漢国民政府が成立したが、蔣介石と汪兆銘の間で対立が発生すると朱紹良は蔣を支持している。1927年（民国16年）2月に国民革命軍総司令武昌行営参謀長に任ぜられ、翌年、第9軍軍長に任ぜられた。上海クーデター（四・一二政変）の後、国民革命軍総司令部参謀長に昇進したが、8月に蔣が一時的な下野に追い込まれたため、やむなく朱も辞任している。
翌1928年（民国17年）1月の蔣介石復帰に伴い、2月に朱紹良は軍事委員会軍政庁庁長、弁公庁主任となった。7月、馮玉祥・閻錫山・李宗仁らの軍事力削減を狙い、国民革命軍の軍縮・再編を蔣に進言する。蔣はこれを受け入れて朱を第1集団軍整理委員会委員に任命し、軍縮を実践させた。この際に朱自身も軍縮の影響から第8師師長に降格している。
1929年に蔣桂戦争が勃発すると、朱紹良は第2軍軍長に昇進、安徽から湖北へ進軍して胡宗鐸ら新広西派（桂系）の軍を撃破した。9月中旬、張発奎が新広西派と結んで宜昌で反蔣クーデターを起こすと、朱は討逆軍第6路総指揮に昇進し、これを討伐している。1930年（民国19年）に中原大戦が勃発すると、朱は左翼軍総指揮に起用され、隴海線の防衛を担当した。
中原大戦終結後の1931年（民国20年）11月、中国国民党第4回全国代表大会で朱紹良は中央執行委員候補に選出された。その後、朱は紅軍掃討作戦に従事したが、1932年（民国21年）の掃討作戦での任務失敗により一時指揮官の地位から罷免されている。8月、朱は湘贛辺区剿匪総指揮に復帰し、10月には右翼総指揮として第4次掃討作戦に参戦したが、やはり敗北を喫した。

### 前期西北統治
1933年（民国22年）5月、西北地域の統制を図る蔣介石の命により、朱紹良は甘粛省政府主席に任ぜられ、8月には甘粛綏靖公署主任を兼ねた。朱は1935年（民国24年）に「地方自治人員訓練班」、1938年（民国25年）に「西北幹部訓練団」を設立するなどして、国民政府中央の統制浸透に尽力した。しかしアヘン取締には力を発揮せず、逆に大量栽培によって利益を得ようと図ったり、あるいは馬家軍に対抗するために孫殿英の軍を西北に招き入れて混乱を惹起したりするなどしている。
1935年（民国24年）2月、朱紹良は剿匪軍第3路総司令を兼任し、長征中の紅軍への迎撃体制を整えた。10月には西北剿匪第1路総指揮に任ぜられる。ところが同月20日に蘭州城内で火薬庫爆発事件が発生し、この責任をとる形で朱は甘粛省政府主席を辞任した。11月、国民党第5回全国代表大会で中央執行委員に選出されている。翌年12月、西安事変の際には、蔣介石と共に張学良・楊虎城に拘禁される憂き目にも遭った。
1937年（民国26年）の日中戦争勃発後は、朱紹良は第3戦区に異動し、第9集団軍総司令に任ぜられた。日本軍との戦いでは、蔣介石の持久戦指令を受ける形で積極的な攻勢にはほとんど出なかった。12月、第8戦区長官司令部が蘭州で成立したことに伴い、朱は再び西北に戻り、第8戦区副司令長官兼甘粛省政府主席となった。朱は蔣から中国共産党への圧力強化の任を委ねられ、翌年11月には第8戦区司令長官に昇進した。

### 後期西北統治、国共内戦
1940年（民国29年）11月、甘粛省政府主席の地位を谷正倫に譲り、第8戦区司令長官専任となる。翌1941年（民国30年）、陝甘寧辺区総司令や軍令部西安弁公庁主任も兼任した。1942年（民国31年）7月以降、朱は宋美齢と共に新疆省政府主席盛世才を訪問し、蔣介石からの共産党粛清要請を勧告した。翌月以降、盛はこれに応じて粛清を開始している。ところが1944年（民国33年）になると、ソビエト連邦の第二次世界大戦での優勢を見て、盛は国民党からの離反を図る。この動きを察知した蔣・朱は、素早く軍を展開して盛の動きを押さえつけた。そして朱自らウルムチ入りして盛に辞職を勧告、盛もやむなくこれに応じている。
しかし日中戦争終結前後に、新疆省で発生した三区革命への対応には朱紹良は苦しみ、鎮圧も失敗に終わった。1946年（民国35年）4月、第8戦区長官司令部は廃止され、朱は党軍事委員会副総参謀長兼弁公庁主任に転じた。翌年3月、重慶行轅主任（1948年に重慶綏靖公署主任に改組）に任ぜられ、国共内戦への物資動員に取り組んでいる。
内戦末期の1949年（民国38年）1月、朱紹良は福州綏靖公署主任兼福建省政府主席として中国人民解放軍迎撃に当たったが、すでに大勢は決しており、8月に朱は台湾へ逃亡、福州も陥落した。台湾では総統府戦略顧問、総統府国策顧問などを歴任した。
1963年（民国52年）12月25日、台北市にて脳溢血により死去。享年73（満72歳）。